# Masters de Roma 1983
El Abierto de Italia 1983 fue la edición del 1983 del torneo de tenis Masters de Roma. El torneo masculino fue un evento del circuito ATP 1983 y se celebró desde el 16 de mayo hasta el 22 de mayo.  El torneo femenino fue un evento del circuito WTA 1983 y se celebró desde el 2 de mayo hasta el 8 de mayo.

## Campeones

### Individuales Masculino
Jimmy Arias vence a  José Higueras, 6–2, 6–7, 6–1, 6–4

### Individuales Femenino
Andrea Temesvári vence a  Bonnie Gadusek, 6–1, 6–0

### Dobles Masculino
Francisco González /  Víctor Pecci vencen a  Jan Gunnarsson /  Mike Leach, 6–2, 6–7, 6–4

### Dobles Femenino
Virginia Ruzici /  Virginia Wade vencen a  Ivanna Madruga-Osses /  Catherine Tanvier, 6–3, 2–6, 6–1